# Steinbrunn
Steinbrunn (in croato Štikapron, in ungherese: Büdöskút) è un comune austriaco di 2 595 abitanti nel distretto di Eisenstadt-Umgebung, in Burgenland; ha lo status di comune mercato (Marktgemeinde). Abitato anche da croati del Burgenland, è un comune bilingue.
Nel 1971 era stato fuso con il comune di Zillingtal, ma nel 1991 i due comuni sono tornati autonomi.